# 대한민국 상법 제380조
대한민국 상법 제380조는 결의무효 및 부존재확인의 소에 대한 상법 회사법의 조문이다.

## 조문
제380조 (결의무효 및 부존재확인의 소) 제186조 내지 제188조, 제190조 본문, 제191조, 제377조와 제378조의 규정은 총회의 결의의 내용이 법령에 위반한 것을 이유로 하여 결의무효의 확인을 청구하는 소와 총회의 소집절차 또는 결의방법에 총회결의가 존재한다고 볼 수 없을 정도의 중대한 하자가 있는 것을 이유로 하여 결의부존재의 확인을 청구하는 소에 이를 준용한다.

第380條 (決議無效 및 不存在確認의 訴) 第186條 乃至 第188條, 第190條 本文, 第191條, 第377條와 第378條의 規定은 總會의 決議의 內容이 法令에 위반한 것을 理由로 하여 決議無效의 확인을 請求하는 訴와 總會의 召集節次 또는 決議方法에 總會決議가 存在한다고 볼 수 없을 정도의 중대한 瑕疵가 있는 것을 이유로 하여 決議不存在의 확인을 請求하는 訴에 이를 準用한다.

## 판례

### 결의하자 주장하여 부존재확인을 구할 법률이익 존부
1. 사임 등으로 퇴임한 이사는 그 퇴임 이후에 이루어진 주주총회나 이사회의 결의에 하자가 있다 하더라도 이를 다툴 법률상의 이익이 있다고 할 수 없으나, 상법 제386조 제1항의 규정에 의하면, 법률 또는 정관에 정한 이사의 원수를 결한 경우에는 임기의 만료 또는 사임으로 인하여 퇴임한 이사는 새로선임된 이사가 취임할 때까지 이사의 권리의무가 있다고 규정하고 있고, 이 규정은 상법 제389조에 의하여 대표이사의 경우에도 준용되므로, 이사나 대표이사가 사임하여 퇴임하였다 하더라도 그 퇴임에 의하여 법률 또는 정관 소정의 이사의 원수를 결하게 됨으로써 적법하게 선임된 이사가 취임할 때까지 여전히 이사로서의 권리의무를 보유하는 경우에는 이사로서 그 후임이사를 선임한 주주총회결의나 이사회결의의 하자를 주장하여 부존재확인을 구할 법률상의 이익이 있다.[1]
2. 주주총회결의에 의하여 해임당한 이사는 주주인 여부에 관계없이 당해 해임결의의 부존재 또는 무효확인을 구할 법률상 이익이 있고, 그 결의의 내용이 이사의 해임결의가 아니라 그 이사의 임기만료를 이유로 후임이사를 선임하는 결의라고 할지라도 상법 제386조에 의하여 후임이사 취임시까지 이사의 권리의무를 보유하는 경우에는 그 퇴임이사는 후임이사선임 결의의 하자를 주장하여 그 부존재 또는 무효확인을 구할 법률상 이익이 있다고 할 것이다.[2]

## 참고 문헌
- 이기수 최병규 조지현, 회사법(상법강의2 제9판 2012), 박영사, ISBN 978-89-6454-748-9.

## 같이 보기
- 결의무효의 소
- 결의부존재확인의 소
- 대한민국 상법 제381조